# Bosbestopgalmug
De bosbestopgalmug (Jaapiella vacciniorum) is een muggensoort uit de familie van de galmuggen (Cecidomyiidae). De wetenschappelijke naam van de soort is voor het eerst geldig gepubliceerd in 1913 door Kieffer.